# Рівняння Бітті — Бріджмена
Рівняння Бітті — Бріджмена — рівняння стану реального газу, отримане Дж. Бітті (James A. Beattie) і О. Бріджменом (Oscar C. Bridgeman) і опубліковане ними у 1927 році. Ними запропоновано емпіричне рівняння стану для опису поведінки реальних газів у широкому діапазоні температур (від –252 до +400 °C) і тисків (до 200 атм.). 
Рівняння має вигляд:
{\displaystyle p=RT{\frac {(1-\epsilon )(V_{m}+B)}{V_{m}^{2}}}-{\frac {A}{V_{m}^{2}}}}
де:
- p — тиск
- Vm — молярний об'єм (Vm = V/n, де V — об'єм, n — кількість речовини);
- R — універсальна газова стала;
- T — температура;
- A, B, ε — константи пов'язані з емпіричними константами Ao, Bo, a, b, c:
  - {\displaystyle A=A_{0}\left(1-{\frac {a}{V_{m}}}\right)}
  - {\displaystyle B=B_{0}\left(1-{\frac {b}{V_{m}}}\right)}
  - {\displaystyle \epsilon ={\frac {c}{V_{m}T^{3}}}}

Рівняння Бітті — Бріджмена містить п'ять сталих (крім R) і вважається одним з найкращих емпіричних рівнянь стану. До переваг рівняння Бітті-Бріджмена слід віднести наявність простої і зручної методики комбінування коефіцієнтів при розрахунку сумішей. Коефіцієнти до рівняння Бітті — Бріджмена за десятки років використання отримані для дуже багатьох газів, що розширює можливості його застосування.